# Justin Hinds
Pour les articles homonymes, voir Hinds.
Justin Hinds (7 mars 1942-16 mars 2005) est l'un des plus grands chanteurs de ska jamaïcain. Il était le chanteur du groupe Justin Hinds and the Dominoes

## Présentation
Justin Hinds est notamment reconnu pour sa collaboration avec Duke Reid, grâce à qui il a enregistré sa chanson Carry Go Bring Come, en 1963, qui est arrivée première dans les charts jamaïcains. Il a enregistré environ soixante-dix chansons entre 1964 et 1966.

## Les débuts
Hinds est né à Steertown, dans la paroisse de Saint Ann, en 1942. Il commença sa carrière musicale en chantant dans des bars et sur la plage à Ochos Rios. Il déménagea à Kingston, où il fut très influencé par la foi rastafari. Là-bas, il fut beaucoup convoité par le Studio One de Sir Coxsone Dodd, mais il signa sur le label Treasure Isle. C'est à ce moment-là que "The Dominoes" - constitué de Dennis Sinclair et Junior Dixon - devint le "backing vocal" (groupe qui fait les chœurs d'un chanteur) de Hinds.

## Collaboration avecDuke Reid
Son premier enregistrement avec Duke Reid, "Carry Go Bring Come", a été enregistrée en une seule prise en 1963 et est restée première des charts jamaïcains pendant deux mois. Cette chanson sera reprise plus tard par le groupe de ska Britannique The Selecter ainsi que par le chanteur jamaïcain Freddie McGregor.
Dans les années 1960, il était un des artistes incontournables de la musique jamaicaine. Durant cette période, il a aussi collaboré avec Tommy McCook and The Supersonics.

## La suite de sa carrière
En 1966, il est devenu très actif dans le rocksteady, un prédécesseur du reggae, avec lequel il a eu plusieurs gros succès comme The Higher The Monkey Climb.
En 1976, Justin rejoint Jack Ruby qui produit son album Jezebel, suivi de Justin Time deux ans plus tard. À la même époque, Sonia Pottinger produira plusieurs de ses singles comme Rig-Ma-Roe Game et Wipe Your Weeping Eyes.
Dans les dernières années de sa vie, il chante avec le groupe Jamaica All Stars. Comme beaucoup d'autres chanteurs jamaïcains, sa carrière s'achève à son décès à l'âge de 62 ans, le 16 mars 2005, des suites d'un cancer du poumon.

## Discographie
- 196X - From Jamaica With Reggae
- 1976 - Jezebel
- 1978 - Justin Time
- 1984 - Travel With Love
- 1992 - Know Jah Better
- 1997 - Wingless Angels (les Wingless Angels, produit par Keith Richards, avec Justin Hinds)
- 1998 - Peace & Love
- 2002 - Let's Rock Live

## Compilations
- 1994 - Early Recordings (196X)
- 1995 - Ska Uprising (196X-7X)
- 196X-7X - Carry Go Bring Come
- 196X-7X - Corner Stone
- 196X-7X - Peace And Love